# Montgomery Tully
Pour les articles homonymes, voir Tully.
Montgomery Tully (né le 6 mai 1904 à Dublin, en Irlande et mort le 10 octobre 1988 à Ruislip, une banlieue du Grand Londres dans le borough de Hillingdon) est un réalisateur et scénariste irlandais.

## Biographie
Réalisateur prolifique, Montgomery Tully a principalement travaillé sur des films policiers irlandais à petit budget. No Road Back, un film de 1957, a la particularité de comporter Sean Connery dans un de ses tout premiers rôles. Son dernier film, The Terrornauts est tourné en 1967; il s'agit d'un film de science-fiction.
Il aussi travaillé sur les épisodes de diverses séries télévisées britanniques et américaines comme Edgar Wallace Mysteries (en), Kraft Television Theatre (en), Man from Interpol (en) ou Fabian of the Yard (en).

## Filmographie

### Comme réalisateur
- 1945 : Meurtre à crédit (en) (Murder in Reverse)
- 1946 : Spring Song (en)
- 1947 : Mrs. Fitzherbert (en)
- 1949 : Boys in Brown
- 1951 : L'Inconnue des cinq cités (A Tale of Five Cities)
- 1952 : Girdle of Gold
- 1953 : Small Town Story (en)
- 1953 : 36 Hours (en)
- 1954 : The Silent Witness
- 1954 : Diamond Expert
- 1954 : Five Days (en)
- 1954 : Enquête spéciale (en) (The Diamond)
- 1954 : Late Night Final
- 1954 : Devil's Point
- 1955 : The Glass Cage (en)
- 1955 : Dial 999
- 1956 : Person Unknown
- 1956 : Wall of Death
- 1956 : The Case of the River Morgue
- 1956 : Destination Death
- 1957 : Les Criminels de Londres (No Road Back)
- 1957 : The Counterfeit Plan (en)
- 1957 : The Lonely House
- 1957 : Inside Information
- 1957 : The Key Man
- 1957 : The Hypnotist (en)
- 1957 : The Case of the Smiling Widow
- 1957 : Man in the Shadow
- 1957 : The White Cliffs Mystery
- 1957 : Night Crossing
- 1958 : I Only Arsked!
- 1958 : The Diplomatic Corpse
- 1958 : Escapement (en)
- 1958 : The Strange Awakening (en)
- 1958 : Print of Death
- 1958 : The Long Knife (en)
- 1958 : The Crossroad Gallows
- 1958 : Crime of Honour
- 1958 : Man with a Gun (en)
- 1959 : The Price of Silence
- 1959 : Man Accused (en)
- 1960 : The House in Marsh Road (en)
- 1960 : Jackpot (en)
- 1960 : Dead Lucky (en)
- 1961 : The Middle Course (en)
- 1961 : The Third Alibi (en)
- 1961 : She Knows, Y'Know (en)
- 1961 : Kraft Mystery Theater (série TV)
- 1961 : Two Wives at One Wedding (en)
- 1962 : Out of the Fog
- 1964 : Master Spy (en)
- 1964 : Clash by Night (en)
- 1966 : Who Killed the Cat? (en)
- 1967 : Battle Beneath the Earth (en)
- 1967 : The Terrornauts

### comme scénariste
- 1945 : For You Alone
- 1945 : Waltz Time
- 1945 : Meurtre à crédit (Murder in Reverse)
- 1946 : Spring Song
- 1947 : Mrs. Fitzherbert
- 1949 : Boys in Brown
- 1954 : Late Night Final
- 1955 : Dial 999
- 1956 : Wall of Death
- 1956 : The Case of the River Morgue
- 1957 : Les Criminels de Londres (No Road Back)
- 1957 : The Hypnotist
- 1960 : Jackpot (en)
- 1961 : The Third Alibi (en)
- 1961 : She Knows, Y'Know (en)
- 1962 : Out of the Fog
- 1964 : Master Spy (en)
- 1964 : Clash by Night (en)
- 1966 : Who Killed the Cat? (en)